# Lennart Oesch
Karl Lennart Oesch, född 8 augusti 1892, död 28 mars 1978, var en finländsk militär av schweizisk härkomst.

## Biografi
Oesch befordrades till major 1918, överstelöjtnant 1921, överste 1925, generalmajor 1930, samt generallöjtnant 1936. Riddare av Mannerheimkorset 1944.
Han genomgick militär utbildning vid finska jägarbataljonen i Tyskland 1915–1918 och Franska krigshögskolan 1923–1926. Under inbördeskriget tjänstgjorde han som bataljonskommendör och deltog där i slaget vid Rautus.
Under andra världskriget var Oesch generalstabschef 1939–1940 och 1944. Som chef på Karelska näset förde han befälet vid Slaget vid Tali-Ihantala 1944. Den som gjorde den största insatsen under slutstriderna på Karelska näset torde ha varit generallöjtnant K. L. Oesch, som genom en omorganisation av försvaret ökade koncentrationen på huvudmålet, truppförstärkningar och tyngdpunkt på djupgruppering. Själv framhöll han alltid den enskilde soldatens insats som möjliggjorde att man fick ett tillfälligt stopp i anfallen.
Oesch utfärdade i september 1941 en order till de finländska krigsfångelägren som innebar att sovjetiska krigsfångar skulle skjutas om de vägrade lyda befallningar. Omständigheterna är oklara, men tydligen använde några skjutglada finländska fångvakter en egen tolkning av ordern.[källa behövs] Efter krigsslutet begärde Sovjetunionen hans gripande som krigsförbrytare anklagad för avrättningen av 17 krigsfångar.
På eget initiativ avgick Oesch september 1945 och övervägde då att fly till Sverige. Han bestämde sig dock för att stanna kvar i Finland och blev senare samma månad arresterad. En finländsk militärdomstol dömde honom till tolv års fängelse vilket av Högsta domstolen ändrades till tre år. Efter att 1948 ha avtjänat sitt straff var hans militära karriär över.
Efter frigivningen 1948 ägnade sig Oesch åt militärhistoria. Han forskade och skrev utförligt om Finlands upplevelser under andra världskriget. Hans bok om striderna sommaren 1944 är fortfarande en värdefull studie över ämnet. Han blev utnämnd till hedersdoktor vid Åbo universitet 1960.
Oesch är begravd på Sandudds begravningsplats i Helsingfors.